# Solenopsis jtl-007
Solenopsis jtl-007 é uma espécie de formiga do gênero Solenopsis, pertencente à subfamília Myrmicinae.